# Agaricus
Agaricus (L., 1753) è un genere di funghi basidiomiceti appartenente alla famiglia Agaricaceae che comprende specie di taglia varia.

Classico rappresentante di questo genere è il famoso "champignon", fungo coltivato per eccellenza (Agaricus bisporus).

## Etimologia
Dal greco agarikón = campestre.

## Descrizione del genere

### Cappello

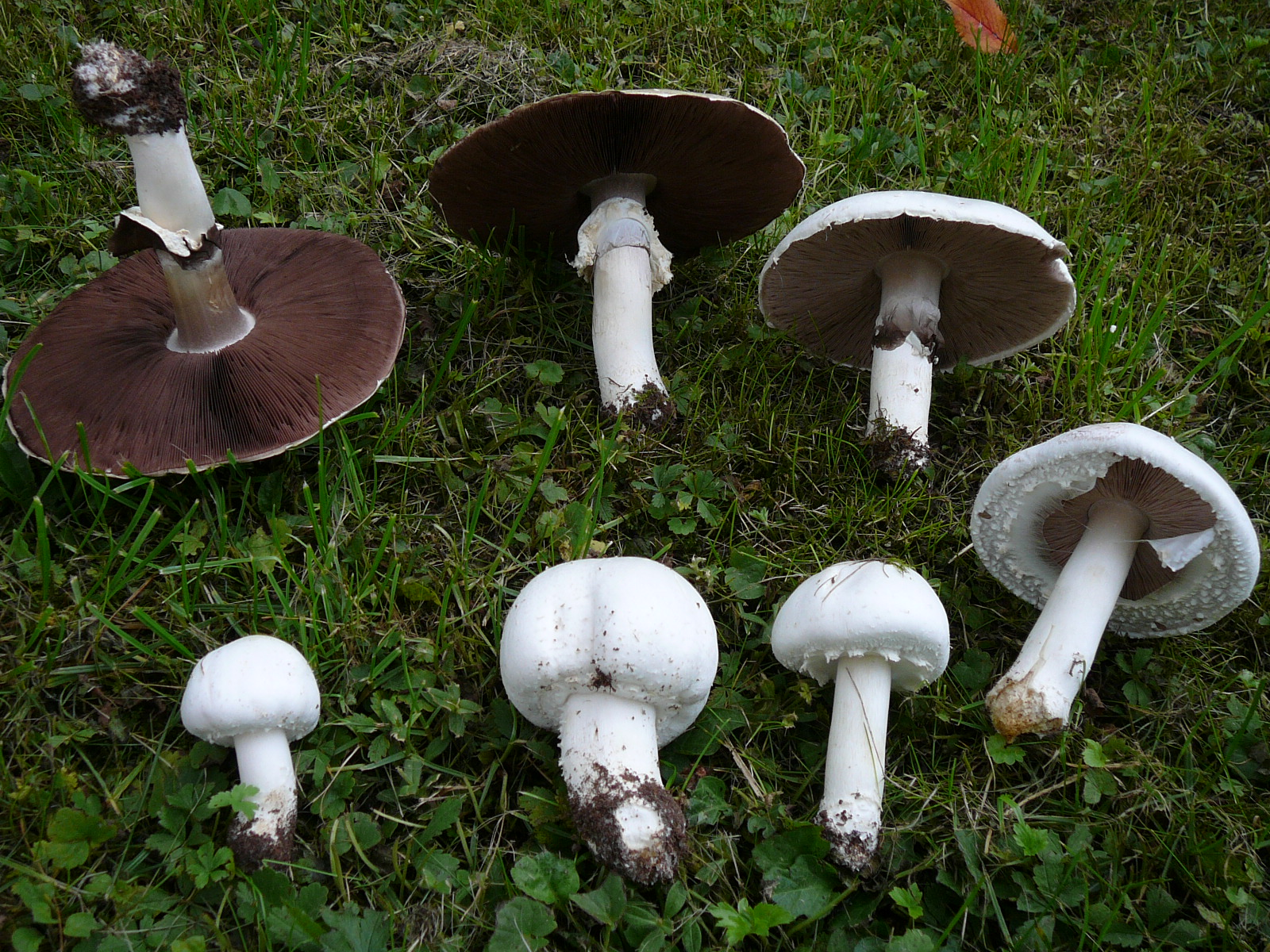
Agaricus arvensis

Spesso squamoso.

### Lamelle
Bianche prima dell'apertura dell'imenio, presto color bruno-cioccolato: i funghi che hanno questo tipo di lamelle vengono detti iantinosporei.

### Gambo
Sempre provvisto di anello.

### Spore
Sporata bruno-cioccolato (funghi "iantinosporei").

### Distribuzione e habitat
I funghi appartenenti a questo genere sono terricoli, crescono sia nei boschi che nei prati ricchi di humus.

Per la letteratura micologica classica sono saprofiti, recenti studi, tuttavia, riportano che, dopo una prima fase di sviluppo del micelio, in cui sono saprofite, molte specie di Agaricus tendono a legarsi attraverso rapporto mutualistico (simbiosi) con piante erbacee o arboree.

## Commestibilità delle specie
Molte quelle commestibili, anche di elevato valore alimentare; diverse quelle non eduli, alcune più o meno tossiche (es. Agaricus xanthodermus'Agaricus langei).

## Tassonomia
Questo genere si divide in due sezioni: quella con carne e cuticola ingiallenti e quella con carne e cuticola imbrunenti.

### Specie di Agaricus
La specie tipo è Agaricus campestris L. (1753); altre specie incluse sono:
| - Agaricus abruptibulbus - Agaricus albertii (Bon.) - Agaricus arvensis Schaeff. (1774) - Agaricus augustus Fr. (1838) - Agaricus bambusae Beeli - Agaricus bernardii (Quél.) Sacc. (1887) - Agaricus bisporus (J.E. Lange) Imbach (1946) [as 'bispora'] - Agaricus bitorquis (Quél.) Sacc. (1887) - Agaricus brunnescens Peck - Agaricus campigenus Berk. (1855) - Agaricus cupreobrunneus (F.H. Møller) Pilát (1951) - Agaricus deserticola G. Moreno, Esqueda & Lizárraga (2010) - Agaricus devoniensis P.D. Orton (1960) [nom. nov.] - Agaricus heterocystis Heinem. & Gooss.-Font., (1956) - Agaricus horakii Heinem. (1974) - Agaricus ignobilis Berk. (1849) - Agaricus impudicus (Rea) Pilát (1951) - Agaricus kroneanus Rabenh. (1878) - Agaricus lanatoniger Heinem. (1974) - Agaricus lanipes (F.H. Møller & Jul. Schäff.) Hlavácek (1949) - Agaricus moelleri Wasser (1973) | - Agaricus oligocystis Heinem. (1974) - Agaricus perobscurus Kerrigan - Agaricus pilatianus Bohus - Agaricus placomyces Peck (1878) [1875] - Agaricus porphyrocephalus F.H. Møller (1952) - Agaricus purpureoniger Heinem. (1974) - Agaricus salicophilus M. Lange (1955) - Agaricus semotus Fr. (1863) - Agaricus silvaticus Schaeff. (1774) - Agaricus silvicola (Vittad.) Peck - Agaricus squamosus Pers. - Agaricus subfloccosus (J.E. Lange) Hlavácek (1951) [as 'subflocosus'] - Agaricus subperonatus (J.E. Lange) Singer (1951) [1949] - Agaricus subrufescens Peck (1893) - Agaricus subrutilescens (Kauffman) Hotson & D.E. Stuntz (1938) - Agaricus viridopurpurascens Heinem. (1974) - Agaricus xanthodermus Genev. (1877) - Agaricus xantholepis (F.H. Møller) F.H. Møller (1952) |

## Galleria d'immagini

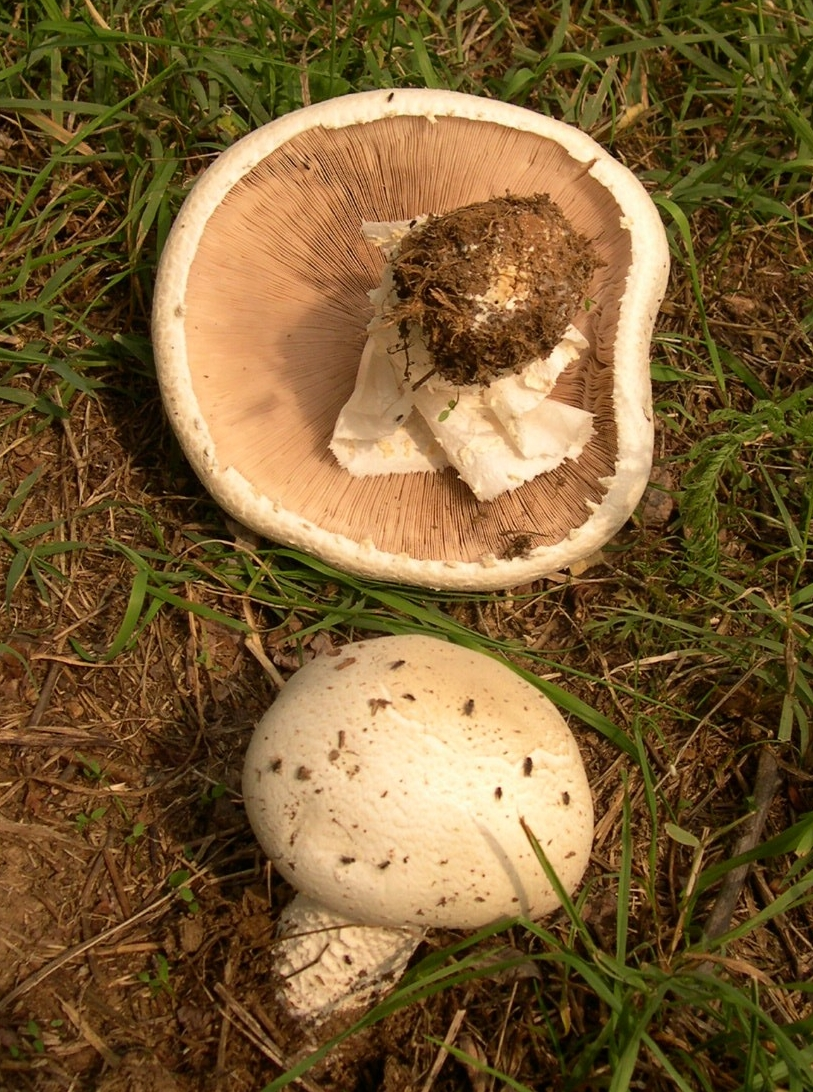
A. albertii
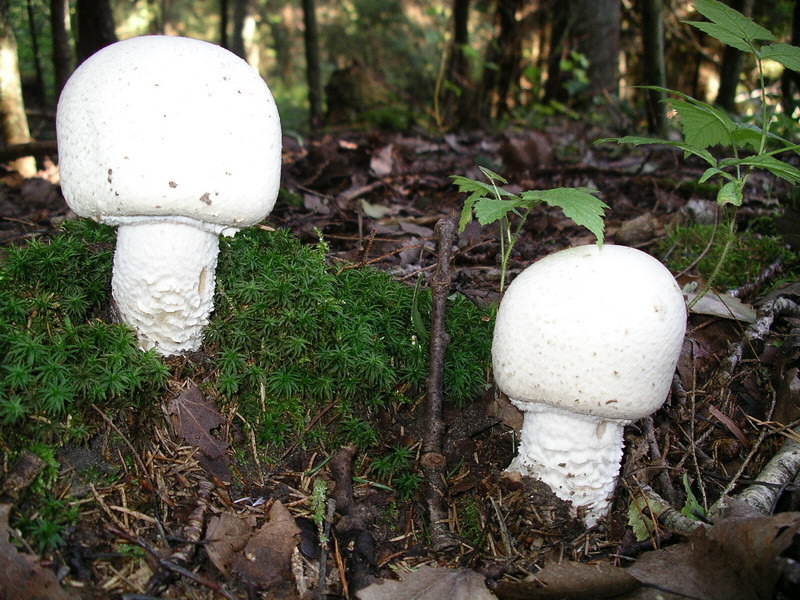
A. arvensis
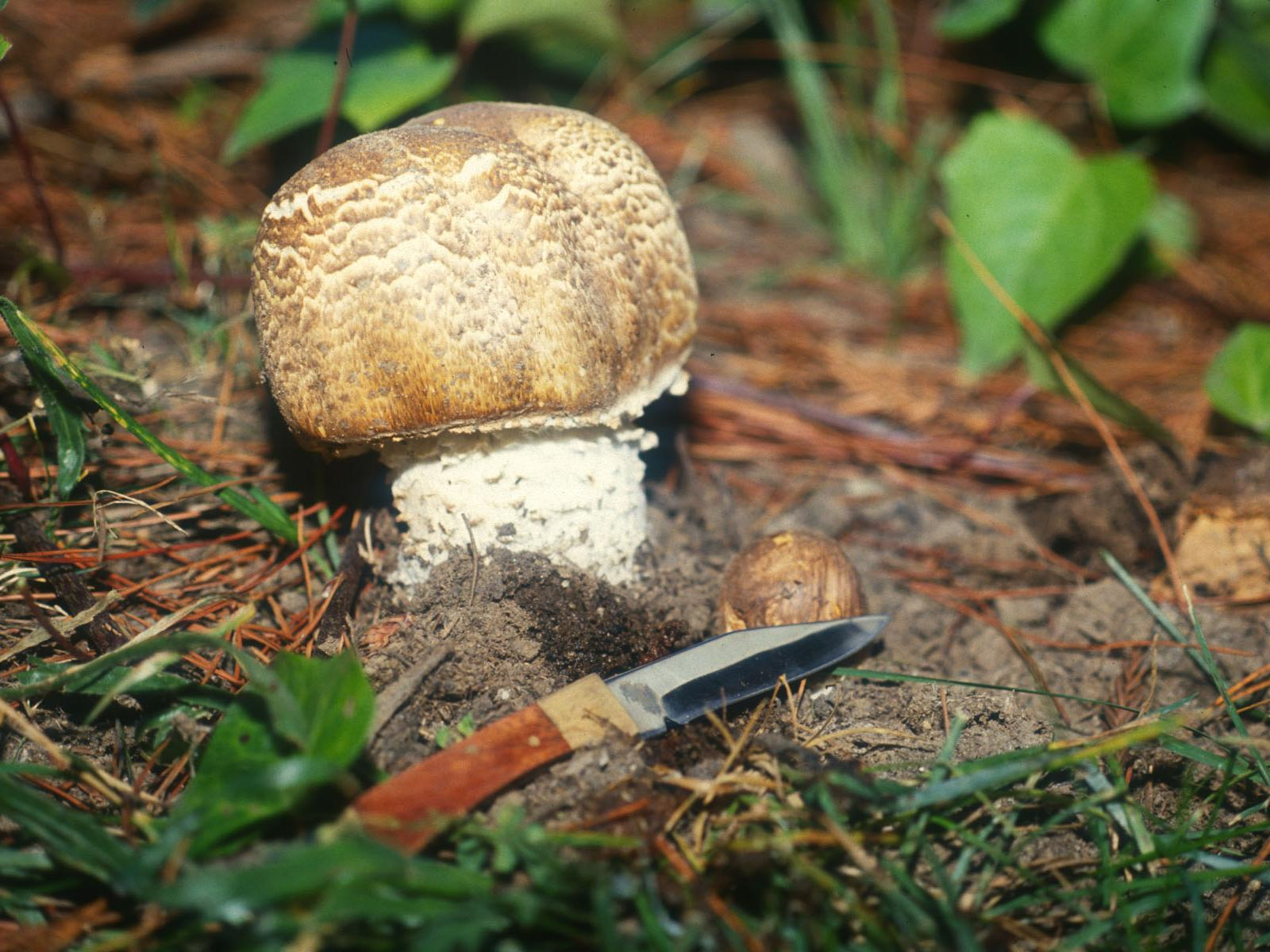
A. augustus
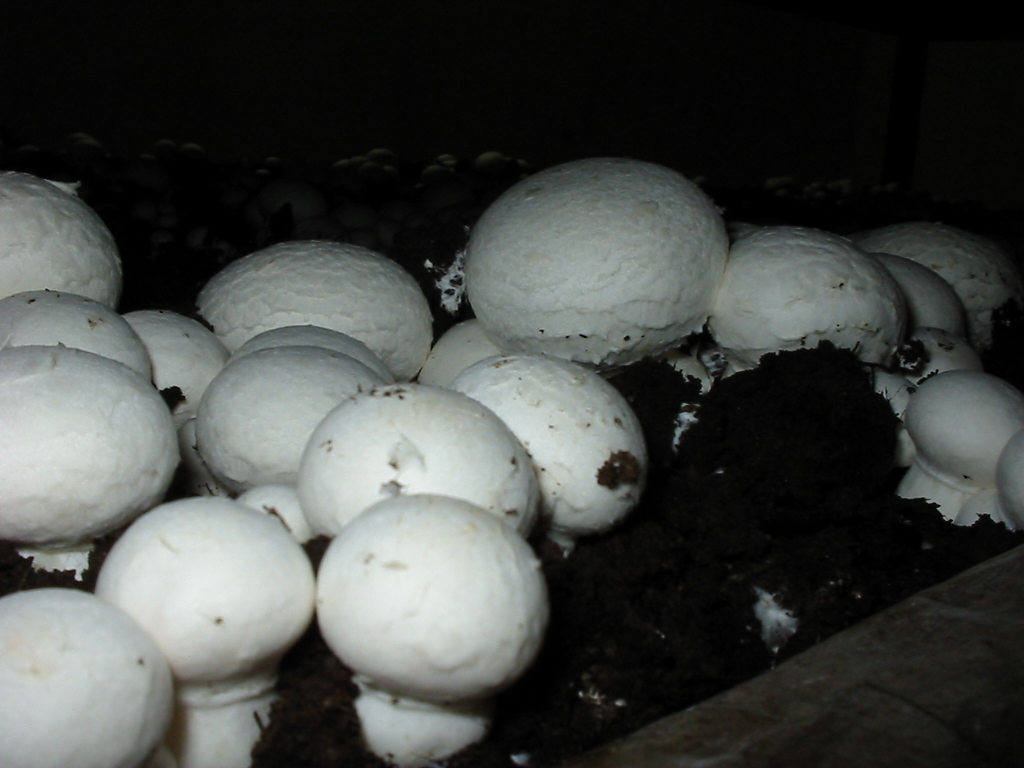
A. bisporus
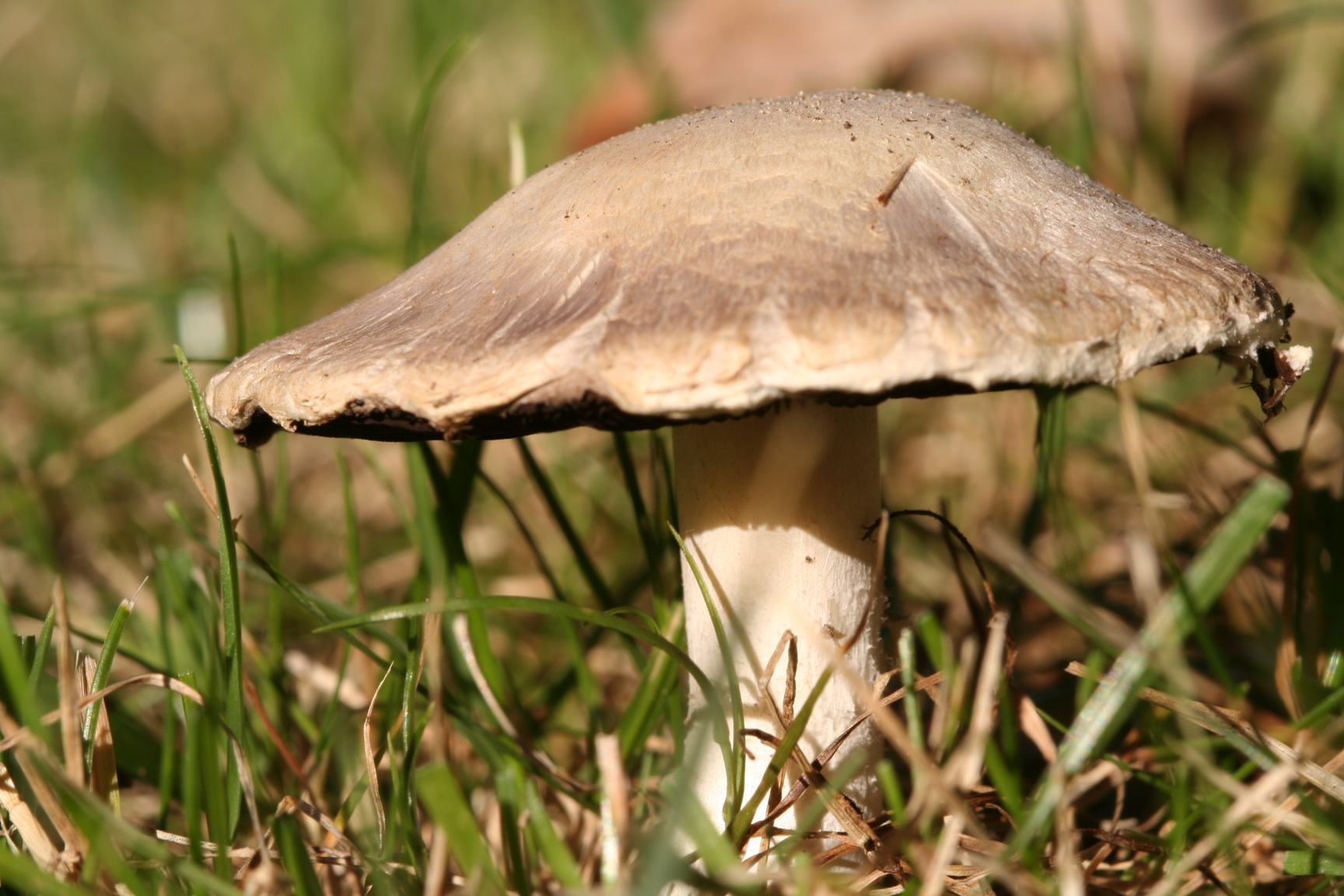
A. campestris
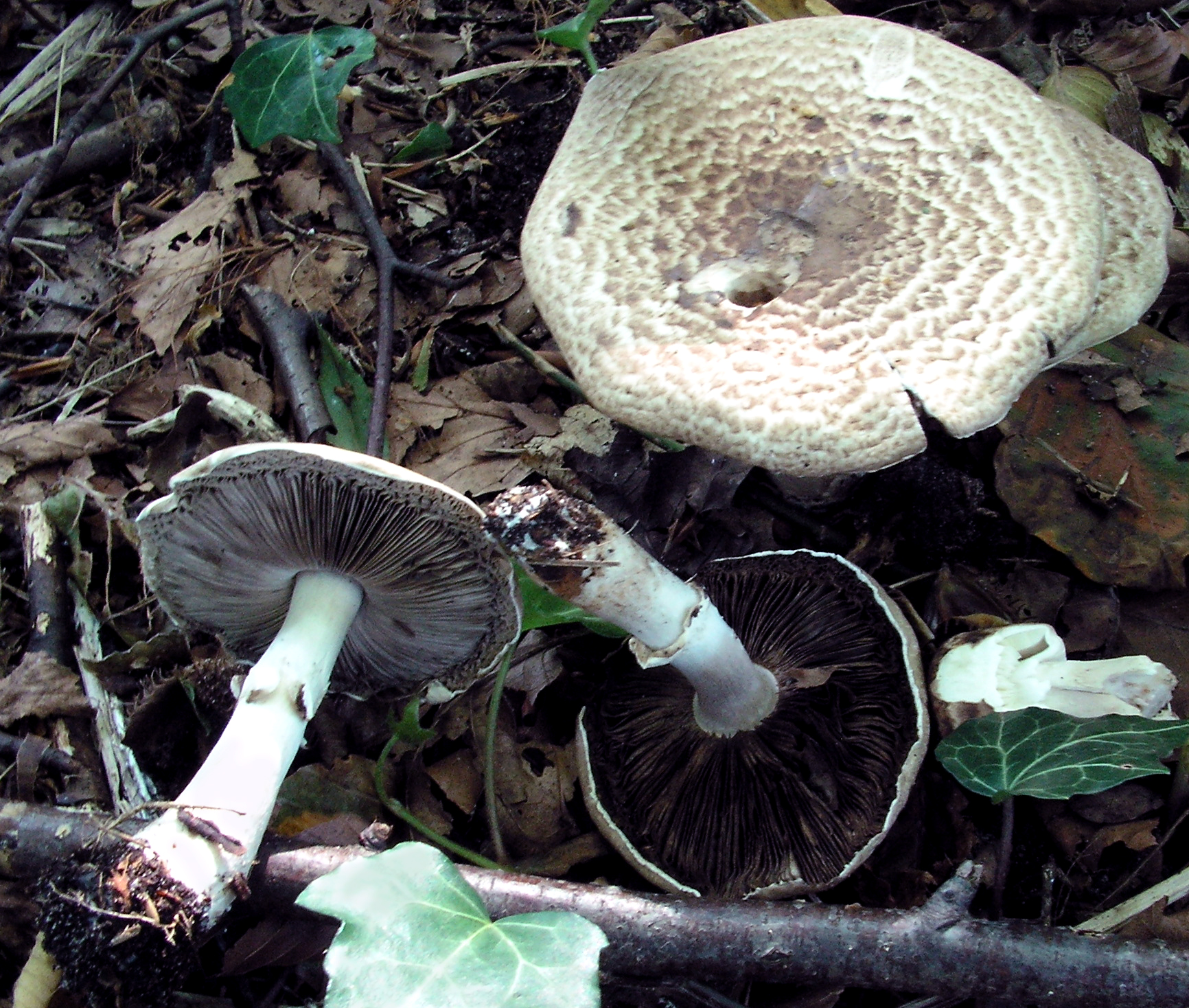
A. impudicus
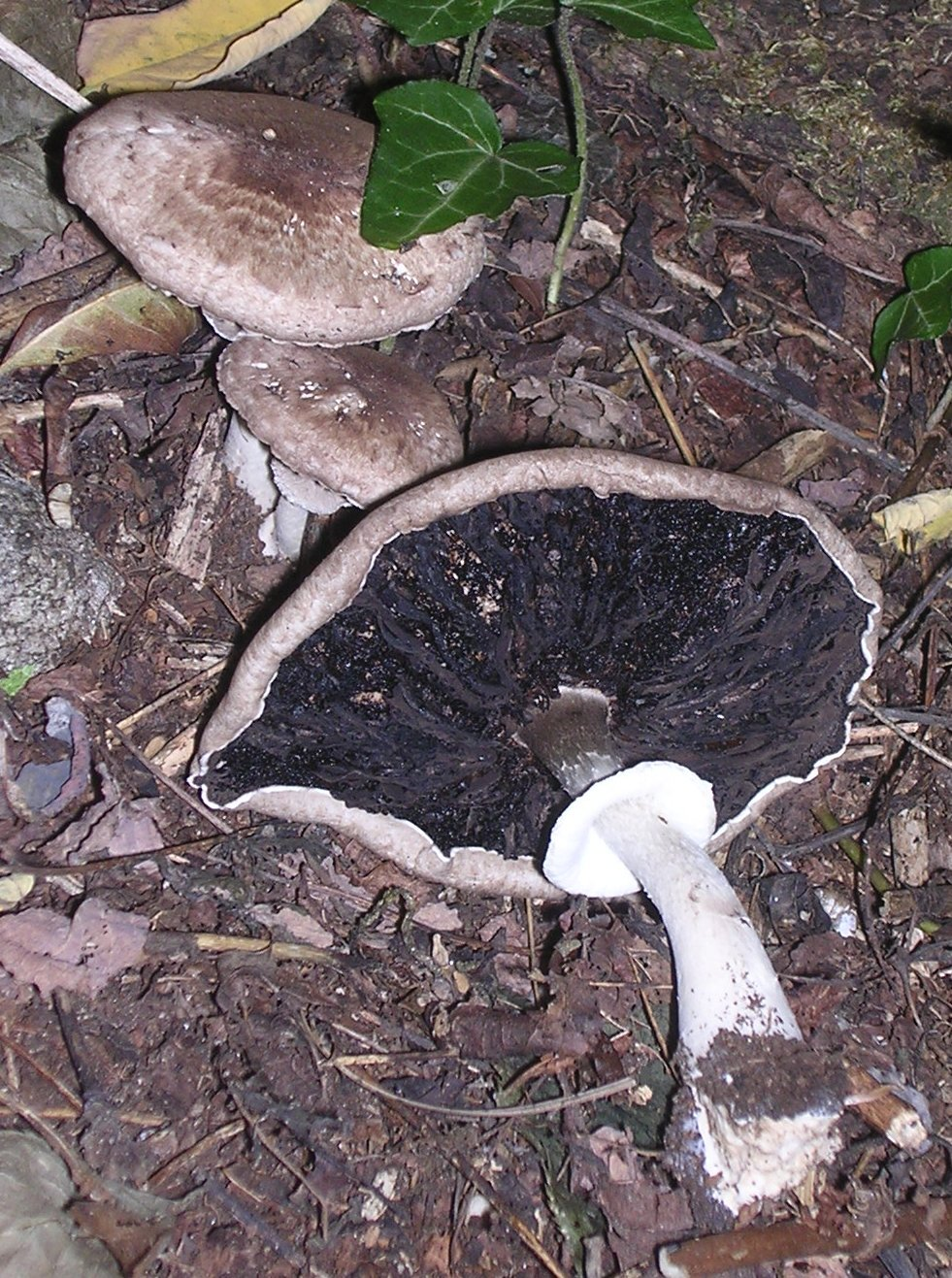
A. perobscurus
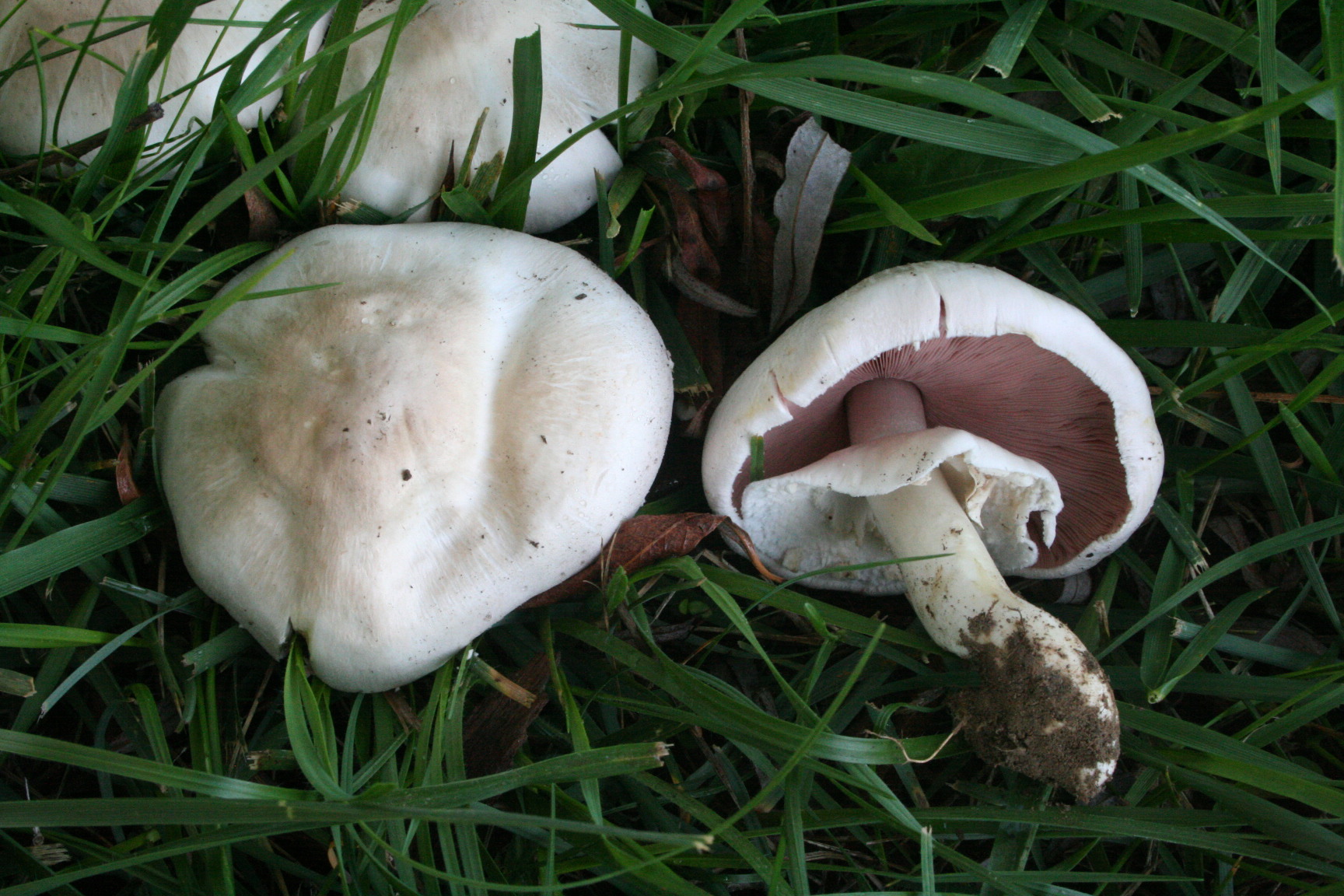
A. pilatianus
A. silvicola
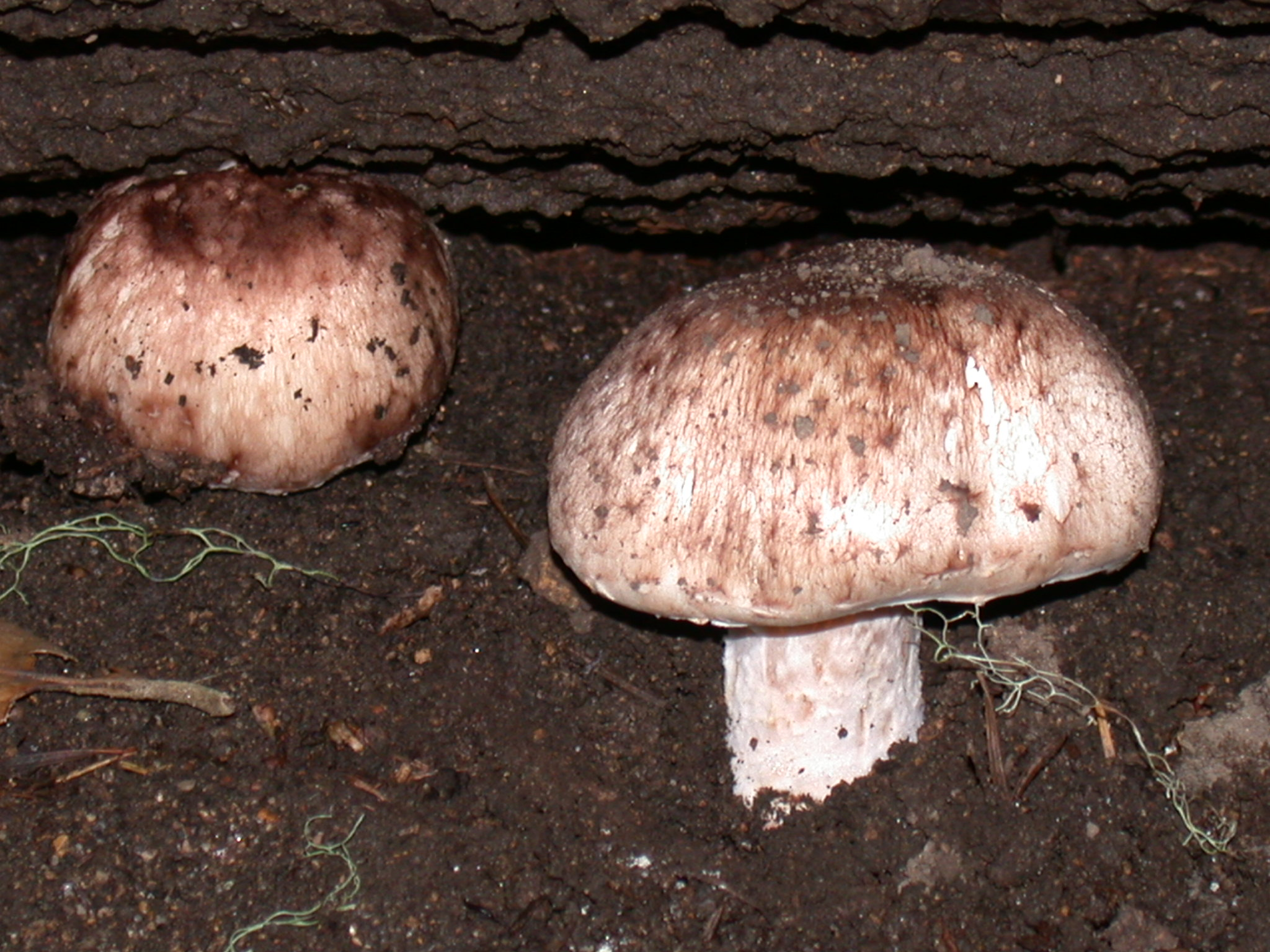
A. subrutilescens
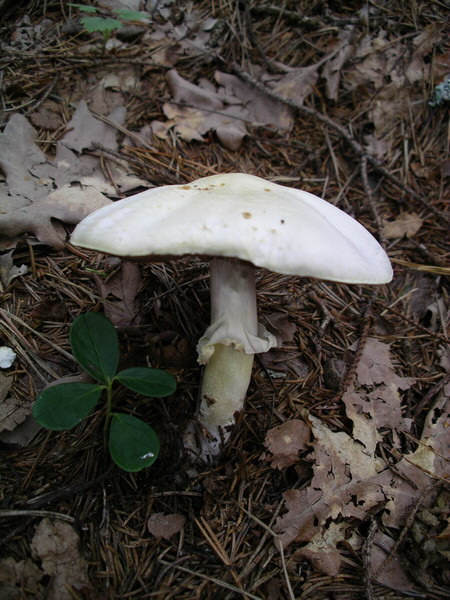
A. xanthoderma